# Hannover CL.III
Le Hannover CL.III est un biplan allemand de la Première Guerre mondiale.
Il s'agit d'un avion multi-rôle biplace, principalement utilisé comme machine d'attaque au sol. Comme les autres avions Hannover de la « classe C légère » (« CL ») , conçus par Hermann Dorner (de), il était doté d'un empennage biplan inhabituel, qui permettait au mitrailleur de queue de bénéficier d'un plus grand arc de tir. Jusqu'à l'introduction de cet avion, de tels empennages n'avaient été utilisés que sur des avions de plus grande taille

## Conception
Par rapport au CL.II, le CL.III a des ailerons redessinés avec des balanciers aérodynamiques qui dépassent les extrémités des ailes, une modification qui permet une plus grande manœuvrabilité, en particulier aux faibles altitudes auxquelles le CL.III devait opérer dans son nouveau rôle d'attaque au sol, les Schutzstaffeln (de) (escadrons d'escorte) ayant été réaffectés en Schlachtstaffeln (de) (escadrons de combat). Il était également prévu qu'il utilise le moteur Mercedes D.III, mais l'Idflieg donna la priorité pour ces moteurs à la production de chasseurs, et la plupart des CL.III furent produits avec le même moteur Argus utilisés pour les CL.II. La variante à moteur Argus fut désignée « CL.IIIa »,.
Après la guerre, le CL.III fut développé pour devenir le « HaWa F.3 », un « avion limousine » avec des sièges pour deux passagers dans une cabine fermée, là où se trouvait le cockpit de l'artilleur,

## Variantes
Hannover CL.IIIÉquipé d'un moteur Mercedes D.III de 119 kW (160 ch).
Hannover CL.IIICL III équipé d'un moteur Argus As.III de 134 kW (180 ch).
Hanovre CL.IIIbModèle expérimental du CL.III, avec une aile à deux baies.
HaWa F.3Conversion en limousine d'après-guerre du CL.III, avec une cabine de limousine à deux places derrière le cockpit du pilote et des entretoises supplémentaires entre les ailes et les supports d'entretoise du train d'atterrissage avant.
Spécifications (CL.IIIa)

## Caractéristiques générales
Données du fichier de données Windsock n° 23  Avions allemands de la Première Guerre mondiale.
- Équipage : 2
- Longueur : 7,58 m (24 ft 10 in)
- Envergure : 11,7 m (38 ft 5 in)
- Hauteur : 2,8 m (9 ft 2 in)
- Surface de l'aile : 32,7 m2 (352 sq ft)
- Poids à vide : 717 kg (1 581 lb)
- Poids brut : 1 081 kg (2 383 lb)
- Groupe motopropulseur : 1 × Argus As III (en) 6 cylindres en ligne refroidis par eau, 130 kW (180 ch) (CL.IIIa)

ou 1x 119,3 kW (160 ch) Mercedes D.III (CL.III)

## Performances
- Vitesse maximale : 165 km/h (103 mph, 89 kn) à 5 000 m (16 404 ft)
- Endurance : 3 heures
- Plafond de service : 7 500 m (24 600 ft)
- Taux de montée : 3,145 m/s (619,1 ft/min)
- Temps de montée en altitude : 1 000 m (3 281 ft) en 5 minutes 18 secondes

## Armement
- Canons : 2 ; une mitrailleuse LMG 08/15 synchronisée de 7,92 mm (0,323 in) tirant vers l'avant, une Parabellum MG 14  montée en anneau dans le cockpit de l'observateur.

## Operateurs
German Empire
- Luftstreitkräfte

 Lettonie (Postwar)
- Force aérienne lettonne

 Union soviétique
- Armée de l'air soviétique